# Fischach
Fischach település Németországban, azon belül Bajorországban. Lakosainak száma 5105 fő (2023. december 31.).

## Népesség
A település népessége az elmúlt években az alábbi módon változott:
| Lakosok száma | 671  | 1342 | 2787 | 3863 | 4593 | 4558 | 4690 | 4760 | 5054 | 5105 |
|               | 1875 | 1950 | 1975 | 1987 | 2012 | 2014 | 2016 | 2017 | 2021 | 2023 |